# Stefan Brandt

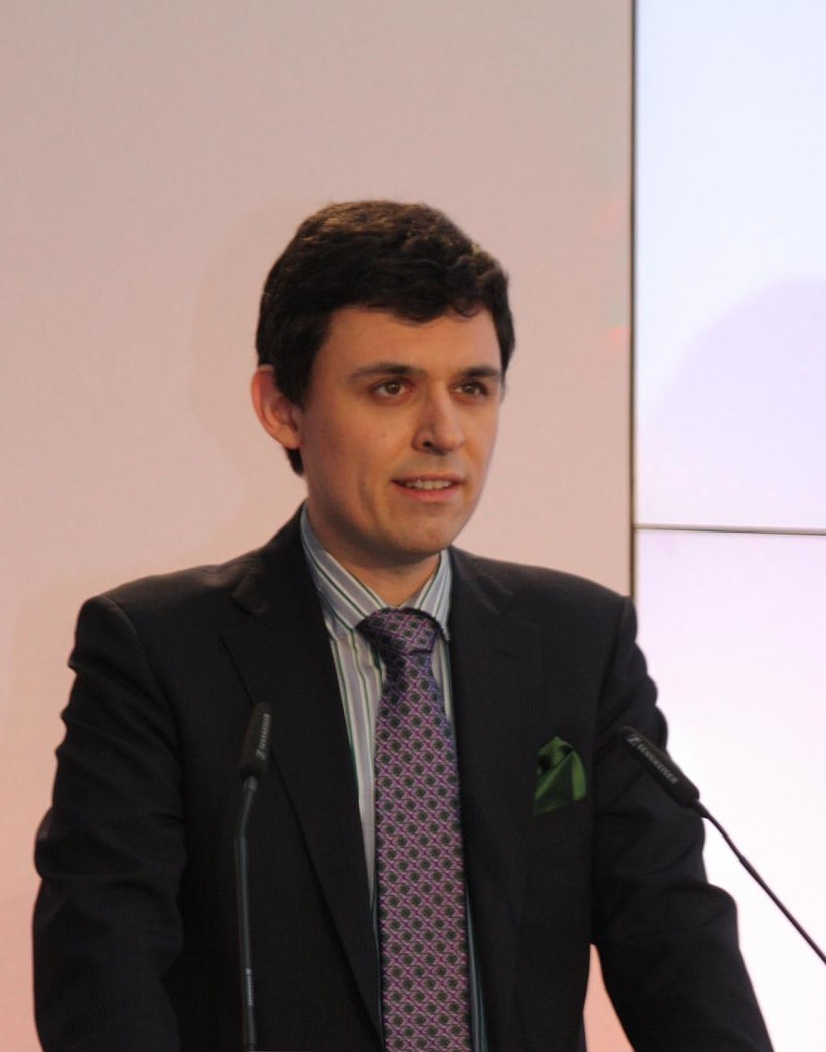
Stefan Brandt in der Hamburger Kunsthalle im März 2013

Stefan Brandt (* 16. Januar 1976 in Weimar) ist ein deutscher Kulturmanager. Von 2012 bis 2017 war er als Geschäftsführer und Vorstand der Hamburger Kunsthalle tätig. Zum Juni 2017 wechselte er als Direktor an das Ausstellungs-, Veranstaltungs- und Experimentierforum Futurium im Zentrum Berlins, das sich mit Zukunftsszenarien und ihrer aktiven Gestaltung beschäftigt.

## Leben
Stefan Brandt studierte unter anderem Musikwissenschaft und Gesang an den Universitäten Detmold, Paderborn und Basel sowie an der Schola Cantorum Basiliensis. Er wurde 2004 an der Universität Basel in Musikwissenschaft mit einer Arbeit über Barockopern von Händel und Porpora promoviert. Während seines Studiums und seiner Promotion war Brandt Stipendiat der Studienstiftung des deutschen Volkes. Ab 2002 leitete Brandt das von ihm gegründete Barockopern-Ensemble Pasticcio Renano in Basel, mit dem er mehrere Händel-Opern aufführte. Bis 2004 war Brandt als Musiker tätig und trat als Gesangssolist unter anderem im Gewandhaus Leipzig und im Konzerthaus Berlin auf. Dabei übernahm er in mehreren Uraufführungen des zeitgenössischen Komponisten Friedrich Schenker Rollen. 2004 wechselte Brandt in das Wiener Büro von McKinsey & Company. Dort arbeitete er bis 2011 als Unternehmensberater und beriet unter anderem die Oper Frankfurt unter ihrem Intendanten Bernd Loebe mit dem Ziel, die Interaktion zwischen Opernhaus, Publikum und der Stadt Frankfurt am Main zu verbessern.
Von Oktober 2012 bis Mai 2017 war Brandt Geschäftsführer und Vorstandsmitglied der Hamburger Kunsthalle und bildete mit Direktor Hubertus Gaßner die Doppelspitze des Hauses. Bis Ende 2014 gelang es, das Haus wirtschaftlich zu sanieren und Rücklagen aufzubauen. Neben dem kaufmännischen Aufgabenbereich verantwortete Brandt auch das interdisziplinäre Programm der Kunsthalle. Als Geschäftsführer war Brandt auch mitverantwortlich für die Umsetzung des Modernisierungsvorhabens der Hamburger Kunsthalle, welches im Sommer 2014 begann und wie geplant Ende April 2016 abgeschlossen wurde. Im Jahr der Wiederöffnung 2016 erreichte die Kunsthalle mit über 562.000 Besuchern den besten Wert seit ihrer Gründung 1869. Ab 2015 unterstützten Brandt und Gaßner neben anderen Vertretern der Kulturinstitutionen die Bewerbung Hamburgs um die Olympischen Sommerspiele 2024. Im selben Jahr stellte Brandt in der Hamburger Kunsthalle eine Bilderserie des Fotografen Jim Rakete vor, der Olympiasportler in Hamburger Kulturinstitutionen fotografierte. Brandt initiierte auch das interdisziplinäre Format Art Lab, dessen erstes Projekt AUSSEN/INNEN mit dem Radialsystem V und dem Ensemble Resonanz im Juni 2016 an der Kunsthalle Premiere hatte.
Anfang 2017 wurde Brandt als neuer Direktor an das Berliner Futurium berufen und ist dort für die inhaltliche Leitung des Hauses verantwortlich. Er trat sein Amt im Juni 2017 an. Laut Brandt wird das Futurium, das sich in Sichtweite zum Reichstagsgebäude direkt am Spreeufer befindet, in seinen Ausstellungen und Veranstaltungen Utopien mit Lebensnähe verbinden. Dabei soll das künftige Verhältnis des Menschen zur Technik, zur Natur und zu sich selbst beleuchtet werden. Am 16. September 2017 war das Futurium mit dem interdisziplinären Programm Ein Tag Zukunft erstmals für die Öffentlichkeit zugänglich. Der Bau öffnete am 5. September 2019 mit einem Festakt. Im Jahre 2021 erhielt das Futurium den Luigi Micheletti Award der European Museum Academy mit der Begründung, es präsentiere „große Zukunftsherausforderungen in verblüffender, ideologisch neutraler Weise“. In den Jahren 2023 und 2024 besuchten jeweils über 700.000 Menschen das Futurium, das seither zu den 5 meistbesuchten Museen Berlins gehört. Ende 2024 wurde Brandt von Table Media in die Liste der "100 entscheidenden Köpfe der Wissenschafts-Szene" aufgenommen.